# Фомченко, Александр Тихонович
Александр Тихонович Фомченко (род. 15 октября 1961) — советский гребец, мастер спорта международного класса по академической гребле.

## Биография
Родился 15 октября 1961 года. Ученик гомельской школы гребли, член добровольного спортивного общества «Красное знамя».
На Олимпийских играх 1980 года в Москве в соревнованиях парных двоек с Евгением Васильевичем Дулеевым заняли 5-е место с итоговым временем 06:35.34.